# Сентерах (Њујорк)
Сентерах (енгл. Centereach) насељено је место без административног статуса у америчкој савезној држави Њујорк.

## Демографија
По попису из 2010. године број становника је 31.578, што је 4.293 (15,7%) становника више него 2000. године.
| Група             | 2000.          | 2010.          |
| Белци             | 23.658 (86,7%) | 24.749 (78,4%) |
| Афроамериканци    | 539 (2,0%)     | 970 (3,1%)     |
| Азијати           | 864 (3,2%)     | 1.956 (6,2%)   |
| Хиспаноамериканци | 1.932 (7,1%)   | 3.575 (11,3%)  |
| Укупно            | 27.285         | 31.578         |